# Slaget vid Vänersborg
Slaget vid Vänersborg ägde rum den 25–26 juni 1676 i och utanför staden.

## Bakgrund
Den dansk-norska hären under ledning av Ulrik Frederik Gyldenløve erövrade Uddevalla i mitten av 1676, den svenska hären under ledning av Hans Georg Mörner drog sig då tillbaka mot Vänersborg och försökte uppehålla fienden vid Kuröds bro. Då han felaktigt bedömde fiendens styrkor vara betydligt fler än de egna lät han bränna bron för att retirera mot Karls grav och sätta sig till motvärn där.

## Slaget
Den här artikeln är helt eller delvis baserad på material från norska Wikipedia (bokmål/riksmål), tidigare version.
Vid 17-tiden den 25 juni kom dansk-norska förtrupper med artilleri fram till bron över Karls grav, där det fanns förskansningar på båda sidor om bron. Bron besköts och stormades av norrmännen, som lyckades ta sig in i den första skansen. Svenskarna övergav då denna och satte bron i brand.
Medan norrmännen släckte elden riktade artilleriet sin eld mot det svenska rytteriet för att hindra dem från att stoppa anfallet över bron. Överste Eilerich Wisborg, som ledde angreppet, kunde med stor styrka ta sig över till nordsidan och avvärja ett svenskt angrepp. Mörner, som insåg att slaget var förlorat, drog sig då tillsammans med huvudstyrkan tillbaka mot bron över Göta älv vid Rånnum. Även denna bro hade förskansningar både på den västra och den östra sidan. Det första norska angreppet slogs tillbaka, ett kompani sändes då mot Vänersborg för att inta denna. Samtidigt samlade Wisborg ihop flera dragoner och omorganiserade sig för ett nytt anfall. Det slutade med att förskansningen på västsidan övertogs, men bron sattes i brand och utsattes för så kraftig beskjutning att framgången vid Karls grav inte kunde upprepas. Gyldenløve, som nu hade kommit till platsen, lämnade 600 man och fortsatte själv mot Vänersborg och fortet där.
Fortet under ledning av överste Bengt Lilja var tvungna att ge upp. Dessförinnan hade svenskarna satt eld på ett magasin, som satte delar av staden i brand. Elden gjorde det svårt för garnisonen, som dessutom var under kraftig beskjutning under natten och följande dag och Lilja lät sig därför tillsammans med sina soldater med på att bli tillfångatagna.

## Efterspel
Erövringen av Vänersborg innebar att svenskarna förlorat en viktig knutpunkt och var en betydande seger för Gyldenløve som lämnade en garnison på 400 man som under juni–september blev inblandade i sjökriget i Vänern.
Den 10 september 1676 lämnade Gyldenløve staden efter att ha bränt den. Stadens nya kyrka förskonades dock, men några av de mest värdefulla klenoderna togs med, bland annat urverket och två kyrkklockor. Den ena av klockorna fördes som krigsbyte till Danmark och hamnade på en av Gyldenløves gårdar. En tid innan grundstenen till Vor Frelsers Kirke i Köpenhamn lades den 19 oktober 1682 skänkte han den till kyrkan, där klockan finns än idag.
Vänersborgs erövring fick så stor betydelse i Danmark att man lät slå en medalj över händelsen och höll tacksägelsegudstjänster över hela landet.